# Sokratis Papastathopoulos
Sokratis Papastathopoulos (em grego:  Σωκράτης Παπασταθόπουλος)  (Kalamata, 7 de junho de 1988), conhecido mononimamente como Sokratis, é um ex-futebolista grego que atuava como zagueiro. 

## Carreira de clubes

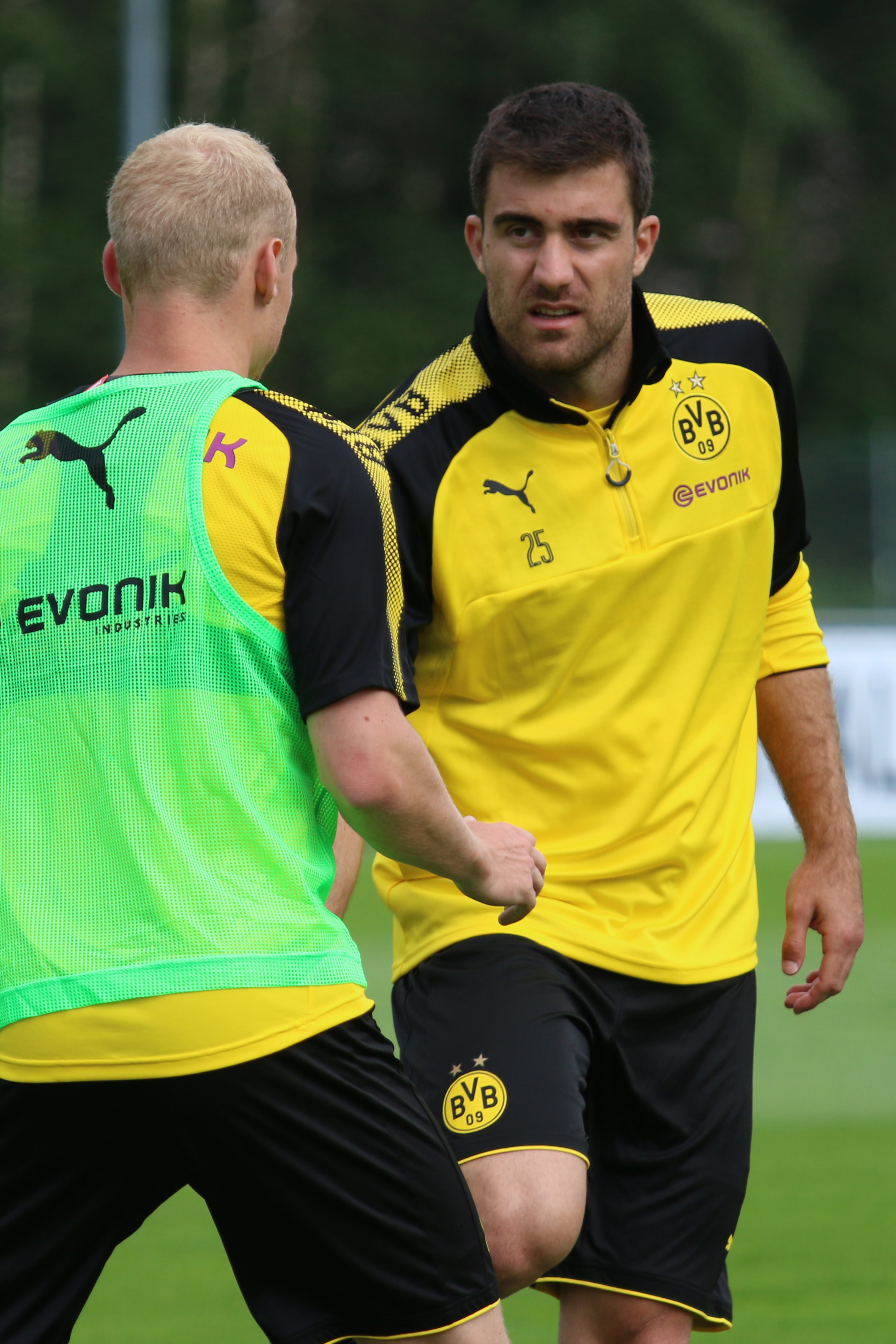
Sokratis no Dortmund em 2017

### AEK Atenas
Papastathopoulos ingressou no AEK Athens vindo do Apollon Petalidiou, após ser olhado por Toni Savevski. Em 26 de outubro de 2005, ele fez sua estrokratieia pelo AEK em uma partida da Copa da Grécia contra o PAS Giannina, marcando no sétimo minuto do jogo para ajudar a levar o AEK a uma vitória por 3-0.
Em janeiro de 2006, ele foi emprestado ao clube Beta Ethniki Niki Volou por seis meses para ganhar experiência no futebol titular. Ele fez 15 partidas pelo Niki Volou.
Durante a Superliga Grécia de 2006-07, Papastathopoulos conseguiu fazer 14 partidas enquanto competia contra jogadores como Bruno Cirillo, Traianos Dellas e Vangelis Moras. Na campanha do AEK Athens na UEFA Champions League de 2006-07, Papastathopoulos conseguiu jogar em três dos seis jogos da fase de grupos. Nesses três jogos, o AEK conseguiu uma vitória (a famosa vitória por 1–0 sobre o AC Milan, onde marcou Filippo Inzaghi), um empate (2–2 fora de casa com o Anderlecht) e uma derrota (3–1 fora de casa). derrota para o Lille). Durante a Superliga Grécia de 2007-08, ele foi um dos pilares da defesa do AEK, evitando a competição de Geraldo Alves. Ele também jogou na campanha da Liga dos Campeões de 2007-08 e, em uma partida da Super League, tornou-se o capitão mais jovem de todos os tempos do AEK (19 anos) em um jogo contra o rival local de Atenas, o Panathinaikos, em 2008.

### Genoa
Em 1º de agosto de 2008, Papastathopoulos concordou em se transferir para o Genoa da Serie A italiana por uma taxa não revelada.[5] Ele também jogou um amistoso contra o Genoa no mesmo dia.
Ele fez sua estreia pelo Gênova em 27 de setembro de 2008 contra a Fiorentina, seguida por uma partida contra o Ravenna na Coppa Itália alguns dias depois. Seu primeiro gol pelo Gênova veio em 5 de outubro de 2008 em casa contra o Napoli. O Gênova venceu o jogo por 3–2, mas Papastathopoulos foi expulso aos 89 minutos.

### A.C. Milan
Em 20 de julho de 2010, o site do A.C. Milan confirmou que Papastathopoulos havia se juntado à equipe, depois que Gênova e Milan chegaram a um acordo para transferir Papastathopoulos para o clube por € 14 milhões, com o seguinte cronograma de pagamento: Gianmarco Zigoni (metade de seus direitos de registro, avaliados em € 3,75 milhões), Nnamdi Oduamadi (metade de seus direitos, avaliados em € 3,5 milhões) e Rodney Strasser (metade de seus direitos, avaliados em € 2,25 milhões) em um acordo de copropriedade, mais € 4,5 milhões. Papastathopoulos foi a primeira chegada ao clube sob o comando do novo técnico Massimiliano Allegri.
Em 24 de maio de 2011, os executivos do Milan e do Gênova, Adriano Galliani e Enrico Preziosi, respectivamente, concordaram verbalmente em liquidar as propriedades dos jogadores (sujeitas a acordos de jogadores) de Kevin-Prince Boateng, Alberto Paloschi, Marco Amelia e Giacomo Beretta. O acordo previa que o Milan recomprasse Gianmarco Zigoni, Rodney Strasser e Nnamdi Oduamadi (todos abaixo do preço original), enquanto o Gênova recomprasse Papastathopoulos por € 13 milhões, o que efetivamente fez com que o empréstimo de fato custasse € 1 milhão para o Milan.

### Werder Bremen
Em 21 de julho de 2011, Papastathopoulos mudou-se para o clube alemão Werder Bremen por empréstimo até o final da temporada 2011-12, com opção de compra definitiva. Após desempenhos impressionantes por empréstimo, em 16 de abril de 2012, foi anunciado que Papastathopoulos ingressaria no Bremen em caráter permanente por uma taxa de transferência de € 5 milhões. A temporada 2012–13, no entanto, não foi boa para o clube. Em março de 2013, em meio a uma batalha de rebaixamento e com altas tensões, Papastathopoulos travou uma briga no campo de treinamento com o companheiro de equipe Marko Arnautović. O Bremen acabaria terminando o ano em 14º, evitando o rebaixamento.

### Borussia Dortmund
Em 24 de maio de 2013, véspera da final da Liga dos Campeões de 2013 entre Bayern de Munique e Borussia Dortmund, Papastathopoulos concluiu uma transferência de € 9,5 milhões para Dortmund, concordando com um contrato de cinco anos até 2018. Ao assinar, ele falou sobre o acordo, dizendo: "O dinheiro não desempenhou um papel importante na minha decisão de ingressar no Dortmund. Meu próprio futuro era tudo o que importava e estou convencido de que tomei a decisão certa." Com o zagueiro Felipe Santana saindo do Dortmund para o Schalke 04, Papastathopoulos começou como a terceira escolha efetiva, atrás de Neven Subotić e Mats Hummels. O diretor esportivo do Borussia Dortmund, Michael Zorc, expressou sua satisfação com o acordo: "Estamos muito satisfeitos que Sokratis tenha decidido se juntar ao Borussia Dortmund. Ele é um jogador flexível, capaz de jogar em várias posições na defesa, que acreditamos ter um tremendo potencial."
Em 10 de julho de 2013, Papastathopoulos fez sua estreia pelo Dortmund em um amistoso de pré-temporada contra o clube suíço Basel em St. Jakob-Park, junto com outros estreantes do BVB (e futuros companheiros do Arsenal) Pierre-Emerick Aubameyang e Henrikh Mkhitaryan. Em 27 de julho, ele conquistou seu primeiro título com o clube depois de entrar na partida como substituto na vitória por 4 a 2 sobre o Bayern de Munique pela DFL-Supercup 2013 . Em 1º de novembro de 2013, ele marcou seu gol de estreia pelo Dortmund na vitória sobre o VfB Stuttgart na Bundesliga por 6–1.
O forte primeiro ano de Papastathopoulos com o Dortmund foi recompensado com sua seleção para o melhor XI da campanha da Bundesliga de 2013–14. A seleção foi organizada em votação mundial de torcedores pelo órgão dirigente da Bundesliga por meio de seu site oficial. A descrição do seu jogo após a sua nomeação foi: "A definição de defesa recai sobre ele. O guarda-redes grego aproveitou as oportunidades que lhe foram dadas pelas ausências de Neven Subotić e Mats Hummels. Estável, com características de liderança e tendência para vencer o bola sem errar facilmente."
Em novembro de 2014, Papastathopoulos ficou fora de ação por duas semanas, diagnosticado com uma fíbula quebrada. Ele sofreu uma lesão na perna direita na vitória do Dortmund por 1 a 0 sobre o Borussia Mönchengladbach, um resultado que encerrou uma seqüência de cinco derrotas consecutivas na Bundesliga para o clube. Após uma recuperação precoce, ele foi considerado apto para a partida da Liga dos Campeões do BVB contra o Arsenal em 26 de novembro. Em 3 de janeiro de 2015, o site de notícias de futebol Goal.com avaliou as estatísticas para determinar quais jogadores mantiveram a maior taxa de sucesso de tackle na primeira metade da temporada 2014-15 nas cinco principais ligas da Europa; Papastathopoulos terminou em terceiro, ao lado de Matthias Ostrzolek, do Hamburger SV, com 92,59 por cento de vitórias em todos os tackles.
No verão de 2015, Papastathopoulos foi vinculado a transferências para vários clubes da Premier League inglesa, enquanto o Dortmund se preparava para um novo começo após a saída do técnico de longa data Jürgen Klopp. O diretor esportivo do Dortmund, Michael Zorc, no entanto, disse que Papastathopoulos ainda teria um papel a desempenhar pelo BVB na temporada de estreia do novo técnico Thomas Tuchel com o clube. Em 26 de outubro de 2015, Papastathopoulos renovou seu contrato com o Borussia Dortmund até 2019.
Após a extensão, Zorc disse: "Estamos muito satisfeitos por termos conseguido assinar com Sokratis, outro jogador de alto desempenho, por um longo prazo." Durante o mandato de Tuchel, Papastathopoulos foi promovido a sócio-chefe de Mats Hummels em vez de Neven Subotic.
Em 19 de dezembro de 2015, Papastathopoulos marcou seu primeiro gol na Bundesliga de 2015–16 em uma derrota fora de casa por 2–1 para o 1. FC Köln, dando ao seu clube a liderança no primeiro tempo com uma cabeçada de escanteio. Em 30 de janeiro de 2016, em um jogo da liga contra o Ingolstadt 04, Papastathopoulos alcançou sua 100ª partida na Bundesliga pelo Dortmund. A 22 de fevereiro de 2016, Papastathopoulos falhou a segunda mão dos 16 avos-de-final da UEFA Europa League frente ao FC Porto e o confronto da Bundesliga com o Bayern de Munique devido a uma lesão num adutor, já que os testes confirmaram que o jogador de 27 anos estaria de fora por até três semanas. O zagueiro grego contraiu a lesão durante a vitória do Dortmund por 1 a 0 sobre o Bayer Leverkusen e foi substituído a 13 minutos do final no BayArena. Em 21 de maio de 2016, Papastathopoulos disputou sua terceira final consecutiva da DFB-Pokal, tendo um desempenho tremendo apesar de um pênalti perdido, mas não conseguiu vencer a DFB-Pokal pela primeira vez em sua carreira.
Ele começou a temporada 2016-17 como o líder indiscutível na defesa do BVB. Em 15 de setembro de 2016, ele marcou o segundo gol em uma derrota por 6 a 0 fora de casa contra o Legia Varsóvia em uma partida do Grupo da Liga dos Campeões. Em 4 de janeiro de 2017, a revista alemã "kicker" listou o internacional grego como um dos melhores jogadores da Bundesliga alemã. A revista homenageou os melhores jogadores que jogam atualmente na Bundesliga alemã, separando-os em diferentes categorias. Na primeira categoria (Classe Mundial) nenhum zagueiro foi listado, porém, Papastathopoulos foi um dos três zagueiros listados na segunda categoria, Classe Internacional. Os outros dois zagueiros incluíam Mats Hummels, do Bayern de Munique, e Jonathan Tah, do Bayer Leverkusen.
Em 8 de fevereiro de 2017, em uma vitória em casa da DFB Pokal nos pênaltis contra o Hertha Berlin, os dois cartões rápidos (em um minuto) de Papastathopoulos por dissidência viram o Dortmund terminar a prorrogação com 10 jogadores antes de Fabian Lustenberger, Vladimír Darida e Salomon Kalou errarem. do local, tornando irrelevante o erro de Christian Pulisic. Em 25 de fevereiro de 2017, o Dortmund fez três alterações na vitória por 3 a 0 do fim de semana passado sobre o VfL Wolfsburg e foram duas delas, Papastathopoulos e Raphaël Guerreiro, que combinaram para abrir o placar aos 13 minutos na vitória por 3 a 0 fora de casa contra o SC Friburgo. Papastathopoulos parecia estar fora-de-jogo quando Guerreiro cobrou um livre da direita, que o defesa grego acertou com um cabeceamento cravado no poste direito. Em 16 de abril de 2017, Papastathopoulos foi quem teve uma reação rápida a um empate do Eintracht Frankfurt, marcando um gol após a assistência de Sven Bender dando uma vantagem para o placar de seu time na vitória final por 3–1 em casa. Em 26 de abril de 2017, ajudou o Borussia Dortmund a uma vitória por 3–2 sobre o Bayern de Munique e sua quarta final consecutiva da DFB-Pokal. Em 20 de maio de 2017, Papastathopoulos chegou a 100 partidas pelo Dortmund na Bundesliga em um jogo em casa contra o SV Werder Bremen e garantiu a qualificação automática para a fase de grupos da próxima temporada da Liga dos Campeões da UEFA. Em 27 de maio de 2017, em sua quarta final consecutiva da DFB-Pokal, o Borussia Dortmund conquistou a primeira vitória da DFB-Pokal desde 2012, quando o pênalti de Pierre-Emerick Aubameyang derrotou o Eintracht Frankfurt por 2–1.
Em 5 de agosto de 2017, como capitão do clube, ele perdeu a DFL-Supercup 2017 nos pênaltis contra o Bayern de Munique. Em 17 de setembro de 2017, ele marcou no final do primeiro tempo contra o 1. FC Köln, dando uma vantagem de dois gols em seu clube. Foi seu primeiro gol na temporada 2017-18 e foi garantido com o uso do método VAR (Árbitro Assistente de Vídeo). Em 14 de outubro de 2017, o início de temporada invencível do Borussia Dortmund terminou com a vitória fora de casa do RB Leipzig por 3 a 2, com o zagueiro grego inicialmente tentando afastar a bola ajudando o ala Yussuf Poulsen do Leipzig a marcar, enquanto no início do segundo tempo , foi expulso por falta na área e Jean-Kévin Augustin marcou o pênalti. Em 17 de outubro de 2017, depois de perder seus jogos de abertura da UEFA Champions League no Grupo H para Tottenham Hotspur e Real Madrid, o Dortmund precisava de uma vitória para iniciar sua campanha na principal competição de clubes da Europa, mas conseguiu apenas para selar um empate fora de casa contra o cipriota. campeão APOEL, com o zagueiro grego empatando de cabeça após cruzamento de Mario Götze. Em 4 de novembro de 2017, no derby contra o rival Bayern de Munique, ele sofreu uma lesão na perna, durante o primeiro tempo, e foi substituído por Jeremy Toljan, e duas semanas depois, em um jogo fora de casa contra o VfB Stuttgart, recebeu um duro golpe e foi substituído no final do primeiro tempo de Dan-Axel Zagadou.

### Arsenal
Em 2 de julho de 2018, o Arsenal anunciou que Papastathopoulos havia fechado um contrato de longo prazo com o clube por £ 17,6 milhões e usaria a camisa 5. Em 12 de agosto de 2018, ele fez sua estreia oficial com o clube como titular no Emirates Stadium, em uma derrota por 2 a 0 contra o campeão Manchester City. Em 4 de outubro de 2018, Papastathopoulos marcou seu primeiro gol pelo clube, colocando os Gunners a caminho de uma vitória confortável por 3 a 0 sobre o Qarabag na fase de grupos da UEFA Europa League de 2018 a 1919: após apenas quatro minutos de jogo em Baku, o centro -back ficou sem marcação dentro da área adversária, desviando a bola para o gol após um cabeceamento inicial cair em seu caminho. Papastathopoulos foi nomeado para a Equipa da Semana da UEFA Europa League.
Em 15 de outubro de 2018, Papastathopoulos foi expulso durante a derrota da Grécia por 2 a 0 para a Finlândia e acredita-se que tenha torcido o tornozelo. Papastathopoulos esteve no centro da defesa de Unai Emery desde que o espanhol assumiu as rédeas no verão e um jogo em uma sequência de nove vitórias. Em 21 de fevereiro de 2019, ele marcou seu segundo gol como jogador do Arsenal, aproveitando um soco perdido do goleiro do BATE Borisov, Denis Scherbitskiy, para cabecear para o gol vazio após um escanteio de Granit Xhaka, para selar um 3-0 em casa. vencer para o Arsenal e enviá-los para as oitavas de final da UEFA Europa League de 2018–1919.
Em 12 de abril de 2019, Papastathopoulos foi nomeado para o 'Time da semana' da UEFA Europa League depois de desempenhar um papel vital na vitória do Arsenal por 2 a 0 sobre o Napoli na primeira mão das quartas-de-final. Ele foi um dos quatro jogadores do Arsenal selecionados junto com Petr Čech, Ainsley Maitland-Nilese Aaron Ramsey. Em 24 de abril de 2019, Papastathopoulos marcou seu primeiro gol na Premier League inglesa por meio de um cabeceamento à queima-roupa de um escanteio, mas o Arsenal caiu para uma derrota por 1–3 contra o Wolverhampton Wanderers. Em 29 de maio de 2019, ele começou na final da UEFA Europa League de 2019 contra o Chelsea, que o Arsenal perdeu por 4–1. Esta foi a primeira vez que o Arsenal sofreu quatro gols em uma partida europeia desde a derrota por 5 a 1 para o Bayern de Munique em março de 2017.
Em 27 de outubro de 2019, Papastathopoulos - marcando sua 50ª aparição - marcou seu primeiro gol da temporada, depois que o Crystal Palace não conseguiu limpar o canto de Nicolas Pépé no empate de 2 a 2 em casa. Em 1º de janeiro de 2020, ele marcou uma finalização à queima-roupa para selar uma vitória por 2 a 0 sobre o Manchester United, garantindo a Mikel Arteta sua primeira vitória no comando dos Gunners. Ele foi nomeado Sky Sports Man of the match. Em 2 de março de 2020, ele marcou com um voleio para dar ao Arsenal a liderança na vitória por 2 a 0 fora de casa contra o Portsmouth, ajudando o Arsenal a ser o primeiro time nas quartas de final da Copa da Inglaterra. Em 1º de agosto de 2020, Papastathopoulos jogou como substituto tardio na final da FA Cup 2020 contra o Chelsea, com o Arsenal conquistando o troféu pela 14ª vez.
Papastathopoulos e Mesut Özil foram notavelmente excluídos dos times da Premier League e da Liga Europa do Arsenal para 2020-21, deixando-os elegíveis apenas para um jogo da Copa da Liga entre outubro e janeiro.
Em 20 de janeiro de 2021, o Arsenal anunciou que Papastathopoulos deixaria o clube depois que seu contrato foi cancelado "por consentimento mútuo".

### Olympiacos
A 25 de janeiro de 2021, Papastathopoulos ingressou nos gregos do Olympiacos por um contrato de dois anos e meio. Em 21 de abril de 2021, ele marcou seu primeiro gol pelo clube, na vitória por 1 a 0 em casa contra o Asteras Tripolis.

## Carreira Internacional
Papastathopoulos foi convocado para a seleção grega principal em 1º de fevereiro de 2008 e fez sua estreia em 5 de fevereiro de 2008 na vitória por 1 a 0 em um amistoso contra a República Tcheca. A seleção da Grécia para o UEFA Euro 2008 foi anunciada por Otto Rehhagel em 27 de maio de 2008, e Papastathopoulos foi o infeliz jogador a ser cortado da seleção provisória de 24 para a seleção final de 23 jogadores.
Papastathopoulos se tornou o primeiro jogador a ser expulso no UEFA Euro 2012 durante o jogo de abertura do torneio contra a co-anfitriã Polônia, após receber dois cartões amarelos, após o que os especialistas consideraram duas decisões ruins do árbitro Carlos Velasco Carballo.
Em junho de 2014, Papastathopoulos foi convocado para a Seleção Grega para a Copa do Mundo de 2014. Ele começou em cada uma das partidas do time na fase de grupos, ajudando-os a não sofrer golos contra o Japão. Nas oitavas de final, Papastathopoulos marcou seu primeiro gol na seleção, empatando nos acréscimos do segundo tempo contra a Costa Rica. No entanto, os gregos acabaram sendo derrotados por 5–3 na disputa de pênaltis pelos campeões da América Central. Tornou-se o jogador a fazer gols em copas de maior sobrenome.
Em 11 de junho de 2019, após a derrota para a Armênia no Estádio Olímpico, Papastathopoulos pediu mudanças imediatas na configuração da seleção grega e teria solicitado que Angelos Anastasiadis fosse destituído de seu cargo de técnico principal ao falar ao presidente da EPO, Evangelos Grammenos.

## Vida pessoal
Papastathopoulos nasceu em Kalamata, Peloponeso. Ele se casou com Xanthippi Stamoulaki em 2014. Juntos, eles têm três filhos.

## Títulos
Milan
- Campeonato Italiano: 2010–11

Borussia Dortmund
- Copa da Alemanha: 2016–17
- Supercopa da Alemanha: 2013, 2014

Arsenal
- Copa da Inglaterra: 2019–20

Olympiakos
- Campeonato Grego: 2020–21, 2021–22